# Benjamin Károly
Benjamin Károly (Gát, 1897. március 3. – Budapest, 1968. november 2.) magyar építész.

## Életpályája
A budapesti Műszaki Egyetemen 1924-ben szerzett diplomát. Az Országos Társadalombiztosító Intézet (OTI) munkatársaként számos egészségügyi létesítményt tervezett, a kivitelezést szervezte, irányította. A Fővárosi Tervező Intézet (FŐTI), majd a Budapesti Városépítési Tervező Iroda (BUVÁTI) igazgatójaként dolgozott 1960-ig. 
Az Óbudai kísérleti lakótelep tervezésének egyik részt vevő építésze. 1958-1964 között 701 lakás épült fel eltérő funkcionális elrendezésű és szintmagasságú épületekben. Általános iskola, óvoda, bölcsőde, valamint kereskedelmi célú létesítmények is épültek. A kísérleti lakótelep felépítésének célja volt, hogy a gyakorlatban lehessen tapasztalatokat szerezni a tömeges alkalmazás céljára készülő tervek, típustervek funkcionális, épületszerkezeti megoldásainak megfelelőségéről.

## Írásai
Több szerzőtárssal együtt írta, szerkesztette:
- Budapesti Városépítési Tervező Vállalat (1949-1959) – Budapest - 1960, Budapesti Városépítési Tervező Vállalat

## Díjai, elismerései
- Ybl Miklós-díj (1958)